# ダイレクトカッティング
ダイレクトカッティングとは、レコード制作方式の一つで、レコード制作において通常行われる、オリジナルテープへの録音・編集・マスターテープの作成、というプロセスを通さず、収録した音曲等をその場でミックスダウンし、そのままラッカー盤をカッティングマシンでカットする、という制作方式である。因みに「ダイレクトカッティング」は和製英語、英語では"direct to disc"と表記されるている。

## 概要
アナログオーディオテープレコーダーがマスタリングに使えるレベルに実用化されたのはLPレコードの時代であるから、それ以前の蝋管やSPレコードはダイレクトカッティングであったわけだが、それらを指してこの語が使われることはあまりない。
LPレコード時代には録音時間が格段に延びたこともあり、テープレコーダーをセッション録音・編集に使用するようになった。しかしアナログテープレコーダーは信号の変化が不可避であるため、これを避けあえてリアルタイムでカッティングマシンに信号を入力して原盤を制作したのがダイレクトカッティングである。
ダイレクトカッティングでは、演奏およびカッティングが一発勝負であるため、許容できない演奏ミスやミキシング、エフェクト、カッティングレベルの調整不足等があるとレコード片面分が全面的にやり直しになってしまうため、ごく一部の高音質を求めるオーディオマニア向け録音として企画されるにとどまった。ダイレクトカッティングにはコンサートに期待される演奏の緊張感が求められるため（ファーストテイク、一発録り）、敢えてこの方法に挑戦するアーティストもあった。
LPレコード時代における最初のダイレクトカッティング盤は、1969年に日本コロンビアがリリースした一連の45回転LPであった。その後、1970年代中頃から国内外のレーベルからダイレクトカッティングLPが多数リリースされたが、PCM録音の導入により、徐々に製作・リリースは減っていった。

## ダイレクトカッティング制作の例
- リー・リトナー『ジェントル・ソウツ』・『シュガー・ローフ・エクスプレス』（共に1977年）
  - 日本ビクターのプロデュースによる。ドラム以外はアンプを通したエレクトリックサウンドのため、電気録音以前に行われたようなアコースティック録音ではないものの、難曲の数々を一発録りしている。本作はテイク違いで二つの音源がある。現在CD化されているものは同時に録音されたテープをマスターとしている。
- THE SQUARE『Midnight Lover』（1978年）
  - 初回のみダイレクトカッティング制作。
- ザ・キング・トーンズ『DOO-WOP! Tonight』（1980年）
  - 大瀧詠一プロデュース。ロックンロール草創期のドゥーワップ曲のカヴァーであるため、まだSP盤が現役であった当時の録音状況を再現するためモノラルミックス・ダイレクトカッティングでの制作となった。後年同録テープを使用してCD化されたが、そこでもモノラルミックスのままである。
- 西島三重子『地球よ廻れ／ダイレクトカット45』（1988年）
  - テープレコーダーを通さないためプレモニタができず、音溝が等間隔になっている。録音は公開で行われた。
- ジム・ホール『無言歌』（1972年）
  - CDでは「ライヴ・イン・トーキョー」と2in1でカップリングされている。なおCDに収録の音源は、ダイレクトカッティングと同時に録音されたテープを編集したものをマスターとしている。
- ハービー・ハンコック『ダイレクトステップ』、『ザ・ピアノ』（共に1978年録音、1979年発売）
- ジョー・サンプル、レイ・ブラウン、シェリー・マン『ザ・スリー』（1976年）
  - 曲目が全く同じで別内容のテイク1とテイク2がそれぞれLPで発売された。CDには両方のテイクが収録されている。イーストウインド紙ジャケットCDシリーズの特典として、未発表テイクを収録したCDが応募者にもれなく進呈された。
- グレイト・ジャズ・トリオ『ダイレクト・フロム LA』
- ザ・ペンタゴン『ザ・ペンタゴン』（1976年）
  - クリフォード・ジョーダン、シダー・ウォルトン、サム・ジョーンズ、ビリー・ヒギンズ、レイ・マンティーラのグループ。
- 井筒香奈江『Direct Cutting at King Sekiguchidai Studio』（2019年）
  - 先述の『地球よ廻れ／ダイレクトカット45』以来31年ぶりとなり、21世紀では初めてのダイレクトカッティング盤となる。

高音質デジタル録音で有名なテラーク社も、デジタル導入前はダイレクト・カッティングを採用していた。
CD登場の初期、いわゆる「DDD」と呼ばれる全ディジタルの制作プロセスが一般的になる以前には、物理的な切り貼りで編集可能なアナログで編集されることもあったため、アナログなプロセスが介在していないCDとしてダイレクトカッティングに意味がある場合もあった。現在も、生演奏を直接CDのガラスマスターにカッティングして制作しているダイレクトカッティングCDも少数ながら存在するが、ハイレゾディジタルオーディオによって信号を欠落なく編集可能な現在は、音質などの面ではダイレクトカッティングの意味は薄く、一発録音によるアーティストの緊張感などの精神的な面での意味合いが大きい。

## 注
1. ↑  “Columbia 45rpm Direct-Cutting Series”.   Discogs. 2021年3月15日閲覧。
2. ↑  en:SPARS codeを参照
3. ↑  CDが登場した頃は、CD-DAのPCMを自在に編集できるようなスペックを持ったコンピュータはまだ一般的ではなかった。